# Jastrzębiec (powiat sępoleński)
Jastrzębiec – wieś w Polsce położona w województwie kujawsko-pomorskim, w powiecie sępoleńskim, w gminie Więcbork.
Osadnictwo w rejonie wsi istnieje od IX w. Pierwszy znany zapis o miejscowości pochodzi z 1443 roku.
W latach 1975–1998 miejscowość administracyjnie należała do województwa bydgoskiego. Według Narodowego Spisu Powszechnego (III 2011 r.) liczyła 225 mieszkańców. Jest dziesiątą co do wielkości miejscowością gminy Więcbork.